# Mimetus insidiator
Mimetus insidiator là một loài nhện trong họ Mimetidae.
Loài này thuộc chi Mimetus. Mimetus insidiator được Tord Tamerlan Teodor Thorell miêu tả năm 1899.